# Бурба, Василий Васильевич
Василий Васильевич Бурба (род. 4 июня 1978 год, Ровно, УССР, СССР) — генерал-полковник Вооружённых сил Украины, начальник Главного управления разведки Министерства обороны Украины (2016—2020). Доктор юридических наук, профессор Национальной академии СБУ.

## Биография
Родился 4 июня 1978 года. Окончил Национальную академию Службы безопасности Украины по специальности «юрист». Работал в Службе безопасности Украины.

### Евромайдан
Во время Евромайдана, будучи в должности начальника 2-го управления «К» ГУ СБУ, координировал работу с правоохранительными органами, прокуратурой, Минобороны, МЧС и судебной властью. По данным СМИ, работал с источниками финансирования «Антимайдана». По данным документов, обнародованных Геннадием Москалем, был одним из исполнителей планов «Бумеранг» и «Волна», которыми МВД и СБУ пытались «зачистить» в феврале 2014 года Евромайдан.

### Война на востоке Украины
По данным проекта «Информационное сопротивление» по призыву Валерия Кондратюка перешёл в боевое подразделение, сформированное Департаментом контрразведки.
С мая 2014 года принимал участие в Вооружённом конфликте на востоке Украины. Координировал работу всех оперативных групп контрразведки СБУ в зоне проведения АТО.
Вместе с Валерием Кондратюком в 2015 году перевёлся в Главное управление разведки Министерства обороны Украины, позже был назначен заместителем начальника ГУР МОУ. За успешное проведение ряда агентурно-разведывательных операций в апреле 2016 года награждён орденом Богдана Хмельницкого II степени, в августе 2016 года ему было присвоено воинское звание генерал-майора.
15 октября 2016 года назначен начальником Главного управления разведки. Являлся членом Межведомственной комиссии по политике военно-технического сотрудничества и экспортного контроля.
5 августа 2020 года президент Владимир Зеленский уволил Бурбу с поста начальника Главного управления разведки. СМИ связывают отставку с так называемым «делом вагнеровцев», касающегося предполагаемого срыва операции по задержанию членов ЧВК «Вагнер».
После отставки работал профессором Национальной академии СБУ. С 2020 года занимается адвокатской деятельностью, член Совета адвокатов Киева.

## Воинские звания
- генерал-майор (2016)[2]
- генерал-лейтенант (2017)
- генерал-полковник (2020)[12]

## Награды
- Орден Богдана Хмельницкого ІІ степени (апрель 2016)[2][5]
- Орден Богдана Хмельницкого ІІІ степени (23 августа 2011) — за весомый личный вклад в защиту государственного суверенитета, обеспечение конституционных прав и свобод граждан, укрепление экономической безопасности государства, добросовестное и безупречное служение Украинскому народу и по случаю 20-летия независимости Украины.[13]
- Именное огнестрельное оружие[5]